# Луций Процилий
Луций Процилий (на латински: Lucius Procilius) е историк и политик на Римската република през края на 1 век пр.н.е.
През 56 пр.н.е. той е народен трибун с още 9 колеги. Неговите колеги са Луций Каниний Гал, Гней Планций, Авъл Плавций, Гай Порций Катон, Луций Рацилий, Публий Рутилий Луп, Марк Ноний Суфенат, Касий и вероятно Луций Антисций Вест (евент. 58 пр.н.е.).